# Rhinolophus ziama
Rhinolophus ziama is een zoogdier uit de familie van de hoefijzerneuzen (Rhinolophidae). De wetenschappelijke naam van de soort werd voor het eerst geldig gepubliceerd door Fahr, Vierhaus, Hutterer & Kock in 2002.